# Đua xe thể thao
Đua xe thể thao là một hình thức đua xe đường trường, sử dụng những chiếc xe thể thao có hai chỗ ngồi và bánh xe chìm trong khung xe. Chúng có thể được xây dựng có mục đích (Nguyên mẫu) hoặc liên quan đến các mô hình đua đường trường (Grand Touring).
Là một kiểu lai giữa sự thuần khiết của những cuộc đua xe mở rộng và sự quen thuộc của đua xe du lịch, phong cách này thường gắn liền với cuộc đua sức bền hàng năm của Le Mans 24 Hours. Lần chạy đầu tiên vào năm 1923, Le Mans là một trong những cuộc đua mô tô lâu đời nhất còn tồn tại. Các cuộc đua xe thể thao cổ điển nhưng không còn tồn tại khác bao gồm các cuộc đua kinh điển của Ý, Targa Florio (1906-1977) và Mille Miglia (1927-1957), và Carrera Panamericana của Mexico (1950-1954). Hầu hết các cuộc đua xe thể thao hàng đầu đều nhấn mạnh đến độ bền (thường kéo dài từ 2,5-24 giờ), độ tin cậy và chiến lược, trên tốc độ thuần túy. Các cuộc đua dài hơn thường liên quan đến chiến lược phức tạp và thay đổi người lái xe thường xuyên. Do đó, đua xe thể thao được coi là một nỗ lực của cả đội hơn là một môn thể thao cá nhân, với các nhà quản lý đội như John Wyer, Tom Walkinshaw, lái xe và người dựng xe là Henri Pescarolo, Peter Sauber và Reinhold Joest gần như nổi tiếng như một số lái xe trong đội của họ.
Uy tín của các thương hiệu nổi bật như Porsche, Audi, Corvette, Ferrari, Jaguar, Bentley, Aston Martin, Lotus, Maserati, Lamborghini, Alfa Romeo, Lancia, Mercedes-Benz và BMW được xây dựng một phần nhờ thành công trong thể thao đua xe và Giải vô địch đua xe thể thao thế giới. Những chiếc xe đường trường hàng đầu của những nhà sản xuất này thường rất giống nhau cả về kỹ thuật và kiểu dáng với những chiếc xe đua. Sự kết hợp chặt chẽ với bản chất 'kỳ lạ' của những chiếc xe đóng vai trò là sự phân biệt hữu ích giữa đua xe thể thao và xe du lịch.  
Các cuộc đua 12 Hours of Sebring, 24 Hours of Daytona, và 24 Hours of Le Mans từng được coi là Trifecta của đua xe thể thao. Tài xế Ken Miles đáng lẽ là người duy nhất giành được cả ba giải đua này trong cùng một năm nhưng vì một lỗi trong thứ tự lái xe của đội Ford GT40 tại Le Mans năm 1966 đã khiến anh không giành được chiến thắng mặc dù đã về đích trước.

## Lịch sử

### Phát triển
Theo nhà sử học Richard Hough, "Rõ ràng là không thể phân biệt được giữa những người thiết kế xe thể thao và xe đua Grand Prix trong giai đoạn trước năm 1914. Georges Faroux quá cố cho rằng cuộc đua xe thể thao chỉ thực sự ra đời khi cuộc đua 24 Giờ Le Mans đầu tiên được tổ chức vào năm 1923. Mặc dù với tư cách là người đồng sáng lập cuộc đua đó, ông có thể đã thiên vị trong quan điểm của mình, nhưng điều chắc chắn là kiểu đua xe thể thao như người ta biết đến sau năm 1919 đã không hề tồn tại trước Chiến tranh Thế giới thứ nhất."

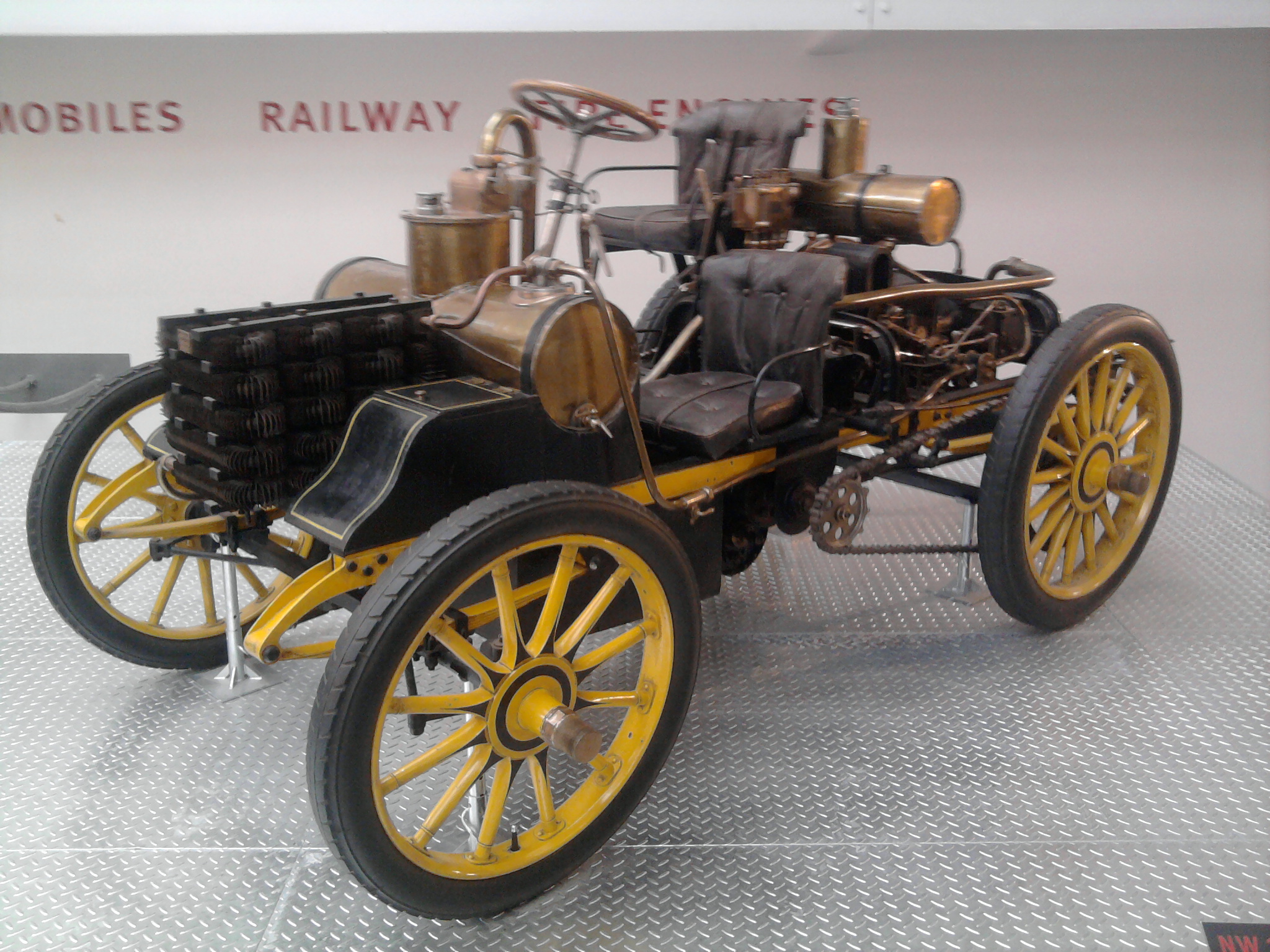
NW Rennzweier năm 1900 (Xe đua hai người)

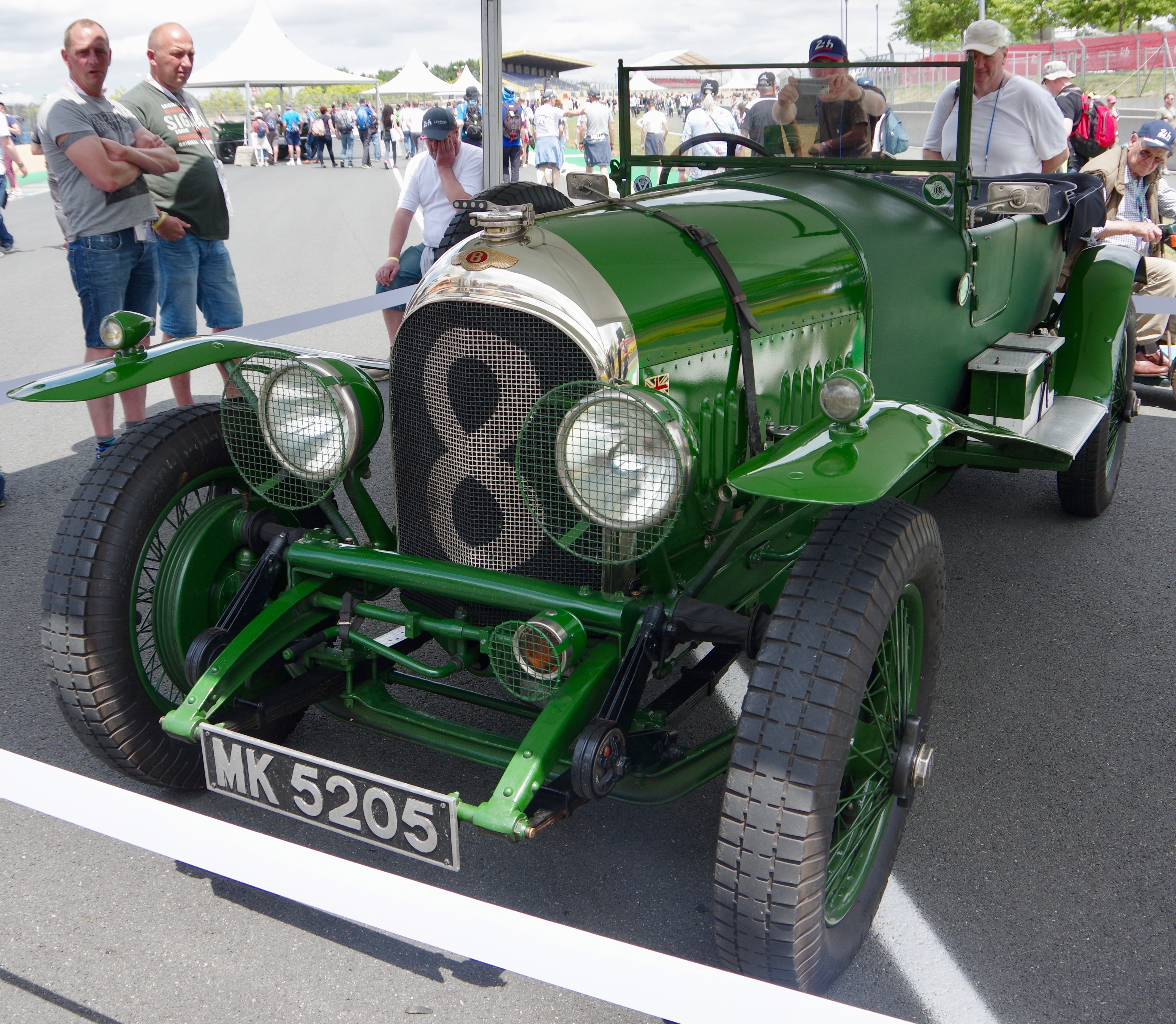
Bentley 3 Lít Le Mans năm 1926

Vào những năm 1920, những chiếc xe được sử dụng trong các cuộc đua sức bền (endurance racing) và Grand Prix về cơ bản vẫn giống hệt nhau, với phần chắn bùn và hai chỗ ngồi để chở theo một thợ máy nếu cần hoặc nếu được phép. Những chiếc xe như Bugatti Type 35 gần như thích nghi tốt như nhau trong cả các cuộc đua Grand Prix lẫn các sự kiện đua sức bền. Tuy nhiên, sự chuyên môn hóa dần dần bắt đầu tạo ra sự khác biệt giữa xe thể thao đua (sports-racer) và xe đua Grand Prix. Huyền thoại Alfa Romeo Tipo A Monoposto đã mở đầu cho quá trình phát triển của mẫu xe đua đơn chỗ ngồi thực thụ vào đầu những năm 1930. Xe Grand Prix và những mẫu xe con gọi là voiturette nhanh chóng tiến hóa thành các xe đơn chỗ hiệu suất cao, được tối ưu hóa cho những cuộc đua ngắn hơn, bằng cách loại bỏ chắn bùn và ghế ngồi thứ hai. Trong giai đoạn cuối những năm 1930, các nhà sản xuất xe Pháp không thể theo kịp sự tiến bộ của các xe Mercedes-Benz và Auto-Union trong các cuộc đua Grand Prix đã rút lui, chủ yếu tham gia các cuộc thi trong nước với những chiếc xe thể thao dung tích lớn. Những thương hiệu như Delahaye, Talbot, và Bugatti về sau trở nên nổi bật trong nước Pháp.
Tương tự, xuyên suốt những năm 1920 và 1930, dòng xe thể thao/GT dành cho đường phố bắt đầu xuất hiện như một kiểu xe riêng biệt, khác với các xe touring tốc độ cao (vốn là đối tượng ban đầu của các cuộc đua Le Mans). Những chiếc xe thể thao dù xuất phát từ xe đường phố hay được phát triển từ xe đua thuần chủng dần thống trị các cuộc đua như Le Mans và Mille Miglia.
Trong các cuộc đua sức bền đường trường ở châu Âu như Mille Miglia, Tour de France, và Targa Florio thường được tổ chức trên những con đường bụi bặm nên nhu cầu có chắn bùn, thợ máy hoặc người dẫn đường vẫn còn rất cần thiết. Vì phần lớn các cuộc đua và xe đến từ Ý định hình nên thể loại này, nó dần được gọi là Gran Turismo (đặc biệt là vào những năm 1950), vì phải di chuyển những quãng đường dài thay vì chỉ chạy vòng quanh các đường đua ngắn. Tính bền bỉ và một chút tiện nghi cơ bản là điều cần thiết để vượt qua thử thách.

### Hồi sinh sau chiến tranh

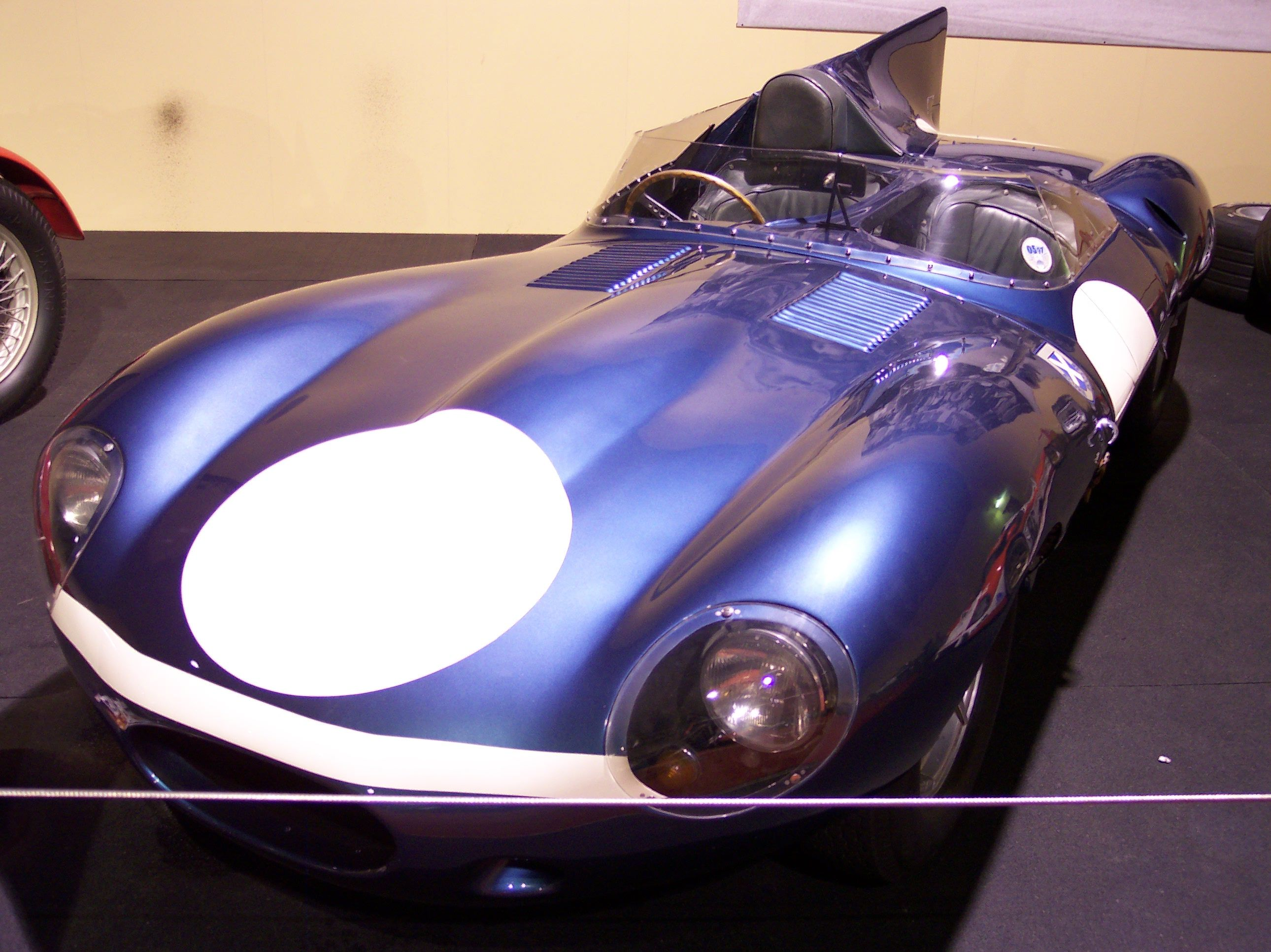
Chiếc Jaguar XKD đã giành chiến thắng trong cuộc đua 24 giờ Le Mans năm 1957.

Sau Chiến tranh Thế giới thứ hai, đua xe thể thao nổi lên như một hình thức đua riêng biệt với các giải đua kinh điển của riêng nó, và từ năm 1953, có cả Giải vô địch Thế giới xe thể thao do FIA công nhận. Vào những năm 1950, đua xe thể thao được xem gần như quan trọng ngang với các cuộc đua Grand Prix, khi các thương hiệu lớn như Ferrari, Maserati, Jaguar và Aston Martin đầu tư nhiều vào các chương trình đua chính thức của họ và cung cấp xe cho khách hàng. Trong thập niên này, xe đua thể thao dần mất đi mối liên hệ gần gũi với xe thể thao đường phố, và các cuộc đua lớn đều do những chiếc xe đua chuyên dụng đảm nhiệm, chẳng hạn như Jaguar C-Type và D-Type, Mercedes 300SLR, Maserati 300S, Aston Martin DBR1 và nhiều mẫu Ferrari khác, bao gồm cả chiếc Testa Rossa đầu tiên. Các tay đua hàng đầu ở giải Grand Prix cũng thường xuyên tham gia đua xe thể thao. Sau các vụ tai nạn nghiêm trọng tại 24 Giờ Le Mans năm 1955 và Mille Miglia năm 1957, sức mạnh của xe thể thao đã bị hạn chế, với quy định giới hạn dung tích động cơ ở mức 3 lít trong khuôn khổ Giải vô địch Thế giới từ năm 1958. Từ năm 1962, xe thể thao tạm thời nhường chỗ cho dòng xe GT, khi FIA thay thế Giải vô địch Thế giới xe thể thao bằng Giải vô địch quốc tế dành cho các nhà sản xuất xe GT.

### Phát triển ở cấp độ quốc gia
Ở các cuộc đua xe thể thao trong nước thay vì quốc tế, vào những năm 1950 và đầu thập niên 1960, xu hướng đua xe thường phản ánh sở thích phổ biến tại từng địa phương, và những mẫu xe thành công trong nước thường ảnh hưởng đến cách mỗi quốc gia tiếp cận đấu trường quốc tế.
Tại Hoa Kỳ, các dòng xe nhập khẩu từ Ý, Đức và Anh cạnh tranh với các mẫu xe lai (hybrid) do Mỹ tự phát triển. Ban đầu, cảnh đua xe ở bờ Đông và bờ Tây nước Mỹ khá khác biệt, nhưng dần dần hội tụ lại, và nhiều cuộc đua kinh điển cùng các đội đua nổi bật như Camoradi, Briggs Cunningham bắt đầu xuất hiện. Đường đua Mỹ thường có sự góp mặt của các dòng xe nhỏ như MG và Porsche ở các hạng nhỏ, còn các xe nhập khẩu như Jaguar, Maserati, Mercedes-Benz, Allard và Ferrari thì thi đấu ở các hạng lớn hơn.

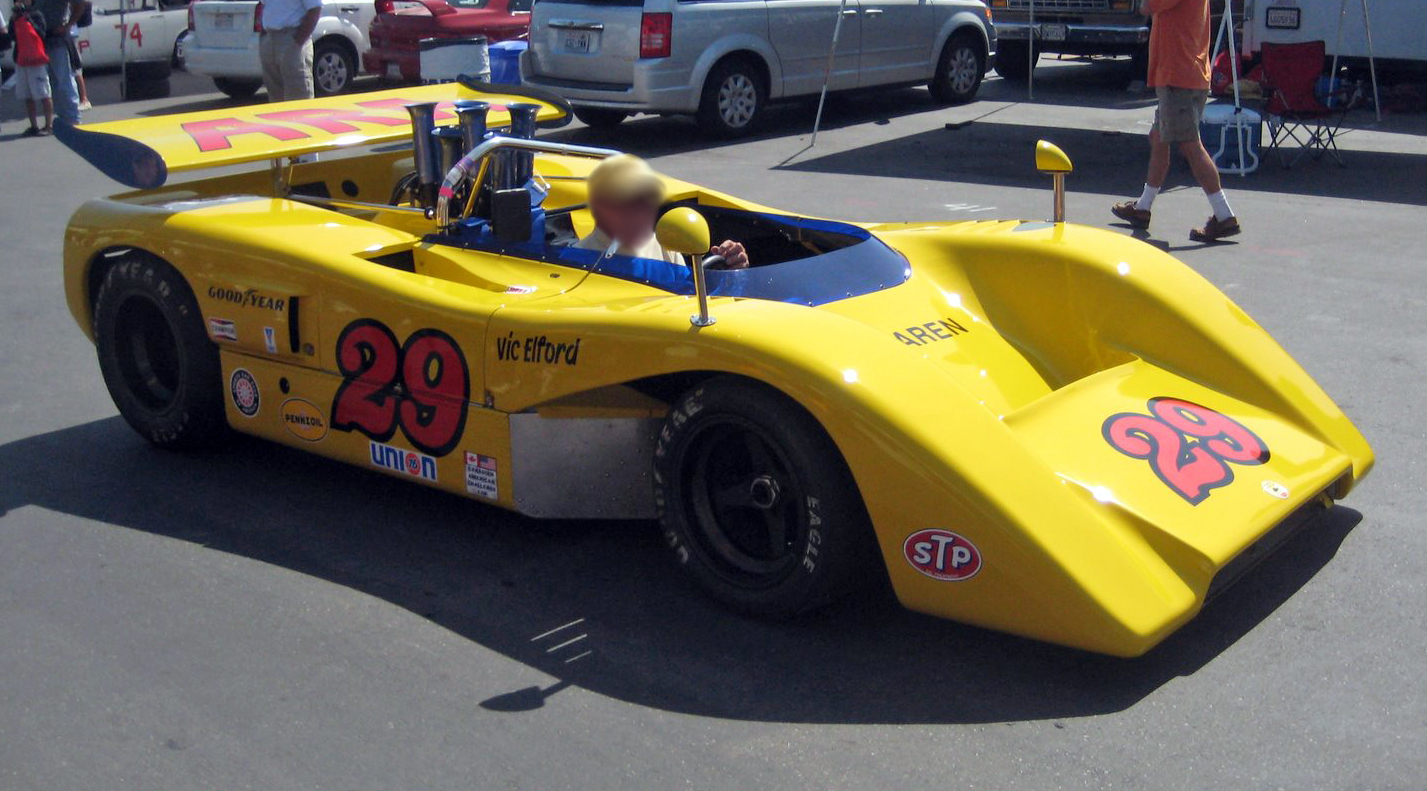
Chiếc McLaren M8E được Vic Elford lái trong giải Canadian-American Challenge Cup năm 1971

Một dòng xe hybrid mạnh mẽ đã xuất hiện trong thập niên 1950 và 1960 và tham gia thi đấu ở cả hai bên bờ Đại Tây Dương, kết hợp khung gầm châu Âu với động cơ Mỹ cỡ lớn — từ những chiếc Allard đầu tiên, đến các mẫu xe hybrid như Lotus 19 lắp động cơ lớn, cho tới AC Cobra. Sự kết hợp giữa khung gầm chủ yếu đến từ Anh và động cơ V8 của Mỹ đã tạo nên giải đua Can-Am nổi tiếng và hấp dẫn trong những năm 1960 và 1970.
Tại Anh Quốc, ban đầu các mẫu xe thể thao 2 lít rất phổ biến (vì động cơ Bristol dễ kiếm và rẻ), sau đó các xe đua thể thao dung tích 1100 cc trở thành hạng mục rất được ưa chuộng đối với các tay đua trẻ (thực tế thay thế cho hạng F3 500 cc). Những cái tên như Lola, Lotus, Cooper đều rất cạnh tranh. Tuy nhiên, ở đầu kia của phổ thi đấu, từ khoảng đầu cho đến giữa thập niên 1960, sân chơi đua xe thể thao quốc gia cũng thu hút những dòng GT cao cấp và sau đó là loạt xe thể thao động cơ lớn gọi là "big bangers" — công nghệ của chúng chính là nền tảng dẫn đến Can-Am, dù xu hướng này nhanh chóng thoái trào. Hạng mục Clubmans đã mang lại nhiều màn đua hấp dẫn ở cấp độ đua câu lạc bộ từ những năm 1960 đến tận thập niên 1990. John Webb đã làm sống lại sự quan tâm đối với xe prototype thể thao cỡ lớn với loạt giải Thundersports trong thập niên 1980. Thậm chí đã từng có đủ sự quan tâm đến nhóm Group C để duy trì một giải C2 trong vài năm. Ở cấp độ “câu lạc bộ”, các cuộc đua xe thể thao độ (ModSports) và xe thể thao sản xuất (ProdSports) vẫn là một phần quen thuộc tại hầu hết các sự kiện đua xe ở Anh cho đến những năm 1980, rồi sau đó phát triển thành một loạt giải "Special GT", về bản chất là Formula Libre (tự do cấu hình) dành cho xe thể thao hoặc xe du lịch (saloon). Sau một giai đoạn suy thoái tương đối ở thập niên 1980, Giải vô địch xe thể thao GT Anh (British GT Championship) đã xuất hiện vào giữa thập niên 1990.
Tại Ý, phong trào đua xe phát triển từ cấp cơ sở với vô số mẫu xe độ dựa trên nền Fiat (thường được gọi là "etceterinis") và những chiếc Alfa Romeo cỡ nhỏ, cho đến các dòng xe cao cấp như Maserati và Ferrari — những hãng này không chỉ tham gia các giải đua quốc tế mà còn bán xe cho khách hàng trong nước. Các cuộc đua đường trường như Mille Miglia quy tụ đủ loại xe, từ xe du lịch nguyên bản cho đến các ứng viên vô địch thế giới. Mille Miglia từng là sự kiện thể thao lớn nhất nước Ý cho đến khi một tai nạn chết người xảy ra dẫn đến việc giải đấu này bị chấm dứt vào năm 1957. Targa Florio, một cuộc đua đường trường khắc nghiệt khác, vẫn nằm trong hệ thống vô địch thế giới cho đến những năm 1970 và tiếp tục tồn tại dưới dạng cuộc đua địa phương trong nhiều năm sau đó.
Tại Pháp, khi ngành công nghiệp ô tô chuyển hướng từ sản xuất xe lớn, mạnh mẽ sang các mẫu xe nhỏ gọn và tiện dụng, thì xe thể thao Pháp trong thập niên 1950 và đầu 1960 thường là những mẫu xe dung tích nhỏ, khí động học cao (thường sử dụng linh kiện của Panhard hoặc Renault). Mục tiêu của các mẫu xe này là giành chiến thắng ở hạng mục "Chỉ số hiệu suất" (Index of Performance) tại Le Mans và Reims, cũng như thành công trong các cuộc đua tính theo handicap (tính điểm dựa trên hiệu suất thay vì về đích đầu tiên). Từ cuối thập niên 1960 đến cuối thập niên 1970, hai hãng Matra và Renault đã có những nỗ lực đáng kể và thành công trong việc giành chiến thắng tại Le Mans.
Tại Đức, các cuộc đua xe sử dụng xe sản xuất trong nước chủ yếu do BMW, Porsche và Mercedes-Benz thống trị, mặc dù đua xe thể thao/GT dần bị lu mờ bởi dòng touring cars. Giải Deutsche Rennsport Meisterschaft — ban đầu dựa trên xe thể thao — cũng dần dần phát triển thành Deutsche Tourenwagen Meisterschaft (DTM). Porsche bắt đầu phát triển dòng xe đua prototype từ cuối những năm 1950; nổi tiếng nhờ sự bền bỉ và đáng tin cậy, các mẫu xe này dần giành chiến thắng trong những cuộc đua khắc nghiệt như Targa Florio. Khi các mẫu xe lớn dần (từ Porsche 910, sang Porsche 908 và cuối cùng là Porsche 917), thương hiệu Stuttgart không chỉ trở thành ứng cử viên vô địch mà còn thống trị các giải đua xe thể thao. Cả Porsche và Mercedes đều có những lần trở lại đỉnh cao của bộ môn này vào các thập kỷ 1970, 1980, 1990 và 2010.
Tại Nhật Bản, đua xe thể thao đôi khi cũng trở nên phổ biến — vào những năm 1960, các mẫu xe thể thao dung tích nhỏ và thậm chí cả phiên bản nội địa của nhóm xe Group 7 (dựa trên giải Canadian-American Challenge Cup) từng rất được ưa chuộng. Một giải vô địch prototype thể thao trong nước phát triển tốt cho đến đầu thập niên 1990, và hiện tại thì loạt giải Super GT đang cung cấp một sân chơi lớn với ngân sách cao cho các nhà sản xuất, thu hút nhiều tay đua quốc tế. Các nhà sản xuất Nhật Bản cũng thường xuyên xuất hiện tại sân chơi xe thể thao ở Mỹ (đặc biệt là Nissan và Toyota trong thời kỳ hoàng kim của giải IMSA) và tại châu Âu, nhất là Le Mans. Dù nhiều năm nỗ lực từ các hãng lớn của Nhật, chiến thắng duy nhất từng đạt được là của Mazda năm 1991, cho đến năm 2018, khi Toyota giành hạng nhất và nhì. Toyota tiếp tục lặp lại thành tích 1-2 này vào năm 2019.

### Những năm 1960 và 1970 – Sự tiến hóa, vươn lên và suy thoái

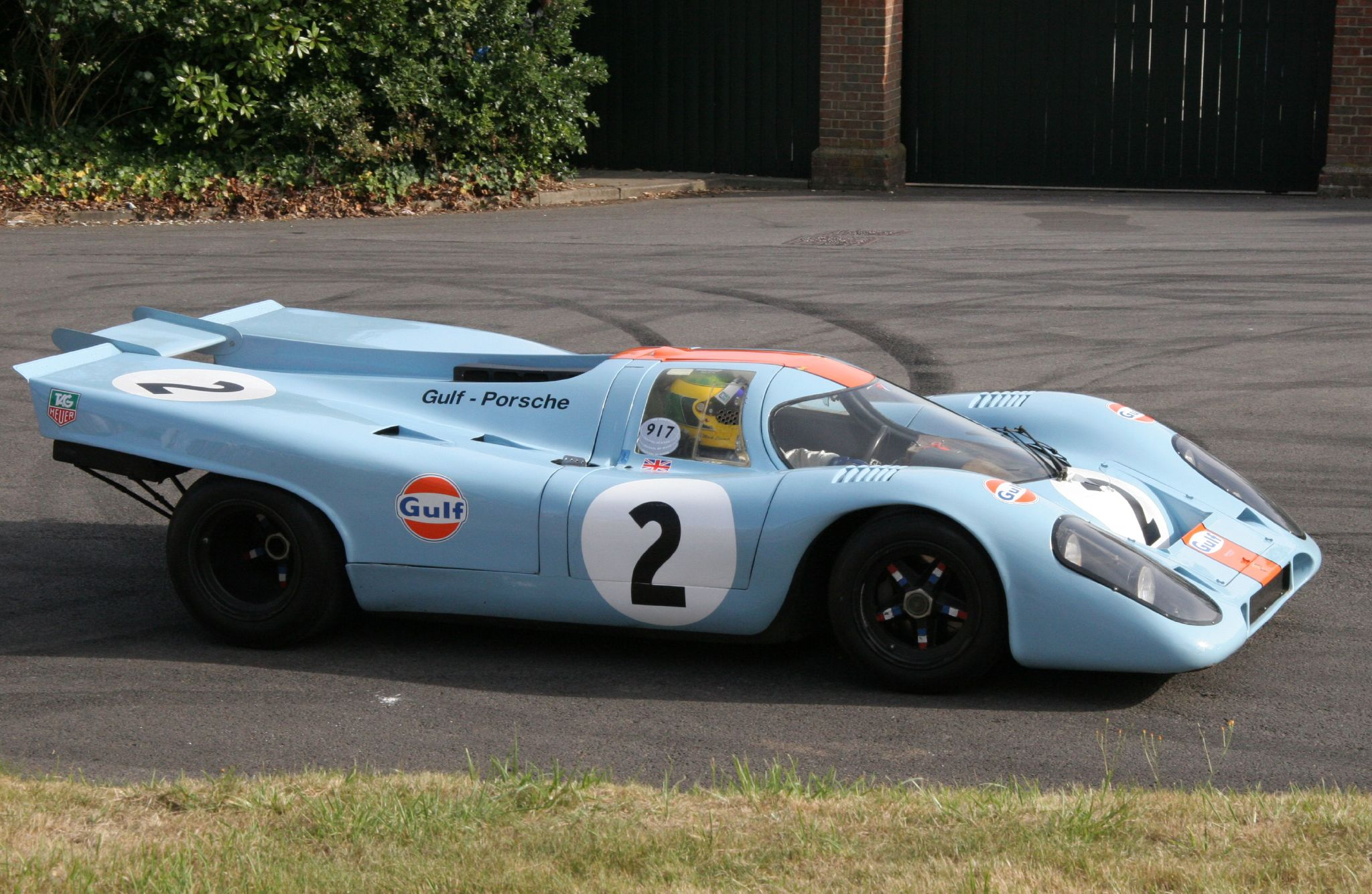
Chiếc Porsche 917 mang tính biểu tượng năm 1970 tại Lễ hội tốc độ Goodwood năm 2006

Các mẫu prototype mạnh mẽ (về cơ bản là xe đua hai chỗ thuần chủng, không có liên kết thực sự với xe thương mại) bắt đầu xuất hiện khi bước vào những năm 1960, với các cuộc cạnh tranh toàn cầu giữa Ferrari, Ford, Porsche, Lotus, Alfa Romeo, Matra và một số thương hiệu chuyên biệt khác, kéo dài đến đầu thập niên 1970. Cuộc cạnh tranh tại Le Mans thậm chí còn được đưa lên màn ảnh rộng trong bộ phim Le Mans do Steve McQueen đóng chính. Giai đoạn này được nhiều người xem là đỉnh cao của đua xe thể thao, khi công nghệ và hiệu suất của các xe vượt xa cả xe đua Formula 1 cùng thời. Các quy định homologation (yêu cầu số lượng sản xuất tối thiểu để xe được coi là xe thương mại) đã khiến nhiều mẫu xe đua thuần túy được sản xuất với số lượng đủ để được xếp vào dạng xe thương mại. Đáp lại, FIA áp đặt nhiều hạn chế hơn, kể cả với các xe được cho là "dựa trên thương mại", và áp dụng những giới hạn nghiêm ngặt về sức mạnh đối với dòng prototype. Những chiếc prototype cuối thập niên 1960 và đầu 1970 nhanh hơn đáng kể so với xe Grand Prix đương thời, nhưng đến năm 1972, FIA yêu cầu chúng phải dùng động cơ nhỏ hơn theo quy chuẩn F1, thường được giảm sức mạnh để phù hợp với các cuộc đua bền bỉ. Từ năm 1976, các dòng Group 4 Grand Touring Cars và Group 5 Special Production Cars trở thành hình thức chủ đạo của đua xe thể thao, trong khi dòng prototype bước vào giai đoạn suy thoái — ngoại trừ sự thống trị của Porsche 936 tại Le Mans và một chuỗi giải đấu quy mô nhỏ hơn dành cho các prototype Group 6 hai lít.
Một hình thức đua xe thể thao đặc trưng của Mỹ là giải Can-Am, nơi các prototype gần như không bị giới hạn gì cạnh tranh trong các cuộc đua tương đối ngắn. Giải này diễn ra từ 1966 đến 1974, là sự mở rộng của USRRC, tuân theo quy định FIA Group 7. Tuy nhiên, Can-Am nguyên bản đã phải kết thúc do chi phí leo thang và khủng hoảng năng lượng.
Ban tổ chức Le Mans 24 Giờ – ACO – đã cố gắng xây dựng một thể thức mới để thu hút các xe prototype quay trở lại, nhưng đồng thời vẫn giữ được tính kinh tế. Bộ quy tắc Grand Touring Prototype vào cuối thập niên 1970, dựa trên giới hạn tiêu thụ nhiên liệu, đã dẫn đến hai hình thức đua xe thể thao khác nhau, và cả hai đều được xem là đỉnh cao của lịch sử môn thể thao này.

### Thập niên 1980 – Group C và IMSA GTP
Tại châu Âu, FIA gần như giữ nguyên các quy định GTP do ACO đề xuất và chính thức thành lập Giải vô địch đua xe sức bền thế giới Group C (hay còn gọi là World Sportscar Championship), quy tụ các mẫu prototype mui kín công nghệ cao từ các hãng như Porsche, Aston Martin, Mercedes-Benz, Nissan, Jaguar và nhiều hãng khác. Tại Hoa Kỳ, giải IMSA Camel GTP cũng diễn ra sôi nổi, với sự cạnh tranh sát sao giữa các đội đua do các nhà sản xuất tài trợ và các đội tư nhân. Các mẫu xe trong giải này về mặt kỹ thuật khá giống với Group C, nhưng sử dụng hệ thống điều chỉnh hiệu suất dựa trên trọng lượng và dung tích động cơ để hạn chế sức mạnh. Cả Group C và GTP đều có hạng mục phụ, lần lượt là Group C2 và Camel Lights, dành cho các xe yếu hơn, nhằm khuyến khích các nhà sản xuất nhỏ hoặc các đội bán chuyên/đam mê nghiêm túc tham gia.

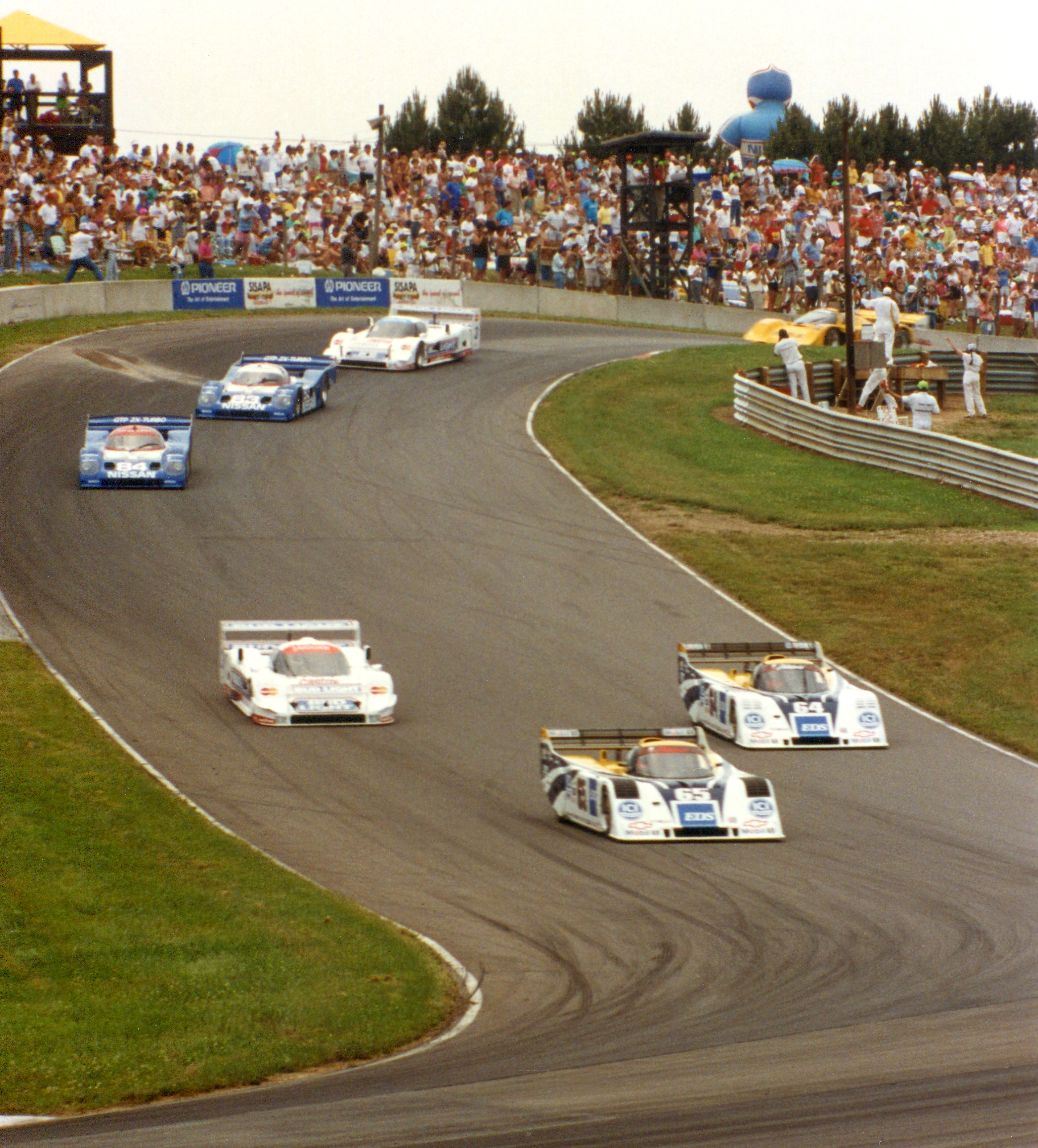
IMSA GTP năm 1991

Vào đầu thập niên 1990, FIA cố gắng biến Group C thành một dạng “Grand Prix hai chỗ ngồi”, với quy định động cơ giống F1, cự ly đua ngắn hơn và lịch thi đấu lồng ghép với các chặng F1. Tuy nhiên, điều này khiến chi phí tăng cao, dẫn đến việc nhiều đội bỏ cuộc và lượng khán giả sụt giảm. Đến năm 1993, đua prototype ở châu Âu gần như sụp đổ, khi các đội lớn như Peugeot, Jaguar, Toyota và Mercedes-Benz đều đã rút lui.

### Thập niên 1990 – Tái sinh và phục hồi
Nhằm tạo ra một giải đua sức bền đỉnh cao mới thay thế cho WSPC (World Sportscar Championship), nhiều giải GT đã xuất hiện ở cấp quốc gia và châu Âu. Trong đó, giải BPR cuối cùng đã phát triển thành FIA GT Championship. Tại Mỹ, IMSA GTP tiếp tục thêm vài năm nhưng sau đó được thay thế bằng một loạt giải mới dành cho World Sports Cars – là các prototype mui trần đơn giản hơn – từ đó ra đời những mẫu xe như Ferrari 333SP và Riley & Scott Mk 3, được hỗ trợ bởi các dòng xe GT. Khi thập niên 1990 trôi qua, những mẫu prototype này bắt đầu được đua ở châu Âu, và một giải FIA Sports Car Series đã hình thành để dành riêng cho chúng.
Kể từ khi Group C tan rã (trong khi Nhật Bản và Đức đều từng có những giải Group C riêng rất thành công), Nhật Bản phần lớn đã đi theo con đường riêng trong đua xe thể thao: giải Super GT sử dụng các mẫu xe thương mại được độ lại rất mạnh mẽ. Dù các prototype đang dần quay trở lại với giải Japan Le Mans Challenge, thì nhiều mẫu "prototype" thực chất chỉ là xe F3 được chế lại vỏ. Dù vậy, điều này cũng không xa lạ với truyền thống Nhật: trước đây họ từng có giải Grand Champion Series, nơi xe F2 và F3000 được thay vỏ, rất giống với phiên bản thứ hai của Can-Am.
Trong khi đó, ở Mỹ, đua xe đường trường lại bước vào thời kỳ suy giảm. Giải IMSA GT Championship từ năm 1983 đã thiên về các mẫu prototype, không còn chú trọng xe thương mại nữa. Đồng thời, NASCAR ngày càng chiếm ưu thế, và việc IndyCar tách khỏi CART năm 1996 khiến đua xe bánh trần trong nước tập trung nhiều hơn vào đường oval. Việc Mario Andretti nghỉ hưu và rút khỏi F1 cũng góp phần vào sự suy giảm này. Phải mất hơn một thập kỷ sau, mới có một tay đua Mỹ khác tham gia F1 — Scott Speed, nhưng cuối cùng anh cũng không thành công và đã chuyển sang NASCAR.

### Những năm 2000 – Sự hồi sinh tại Hoa Kỳ

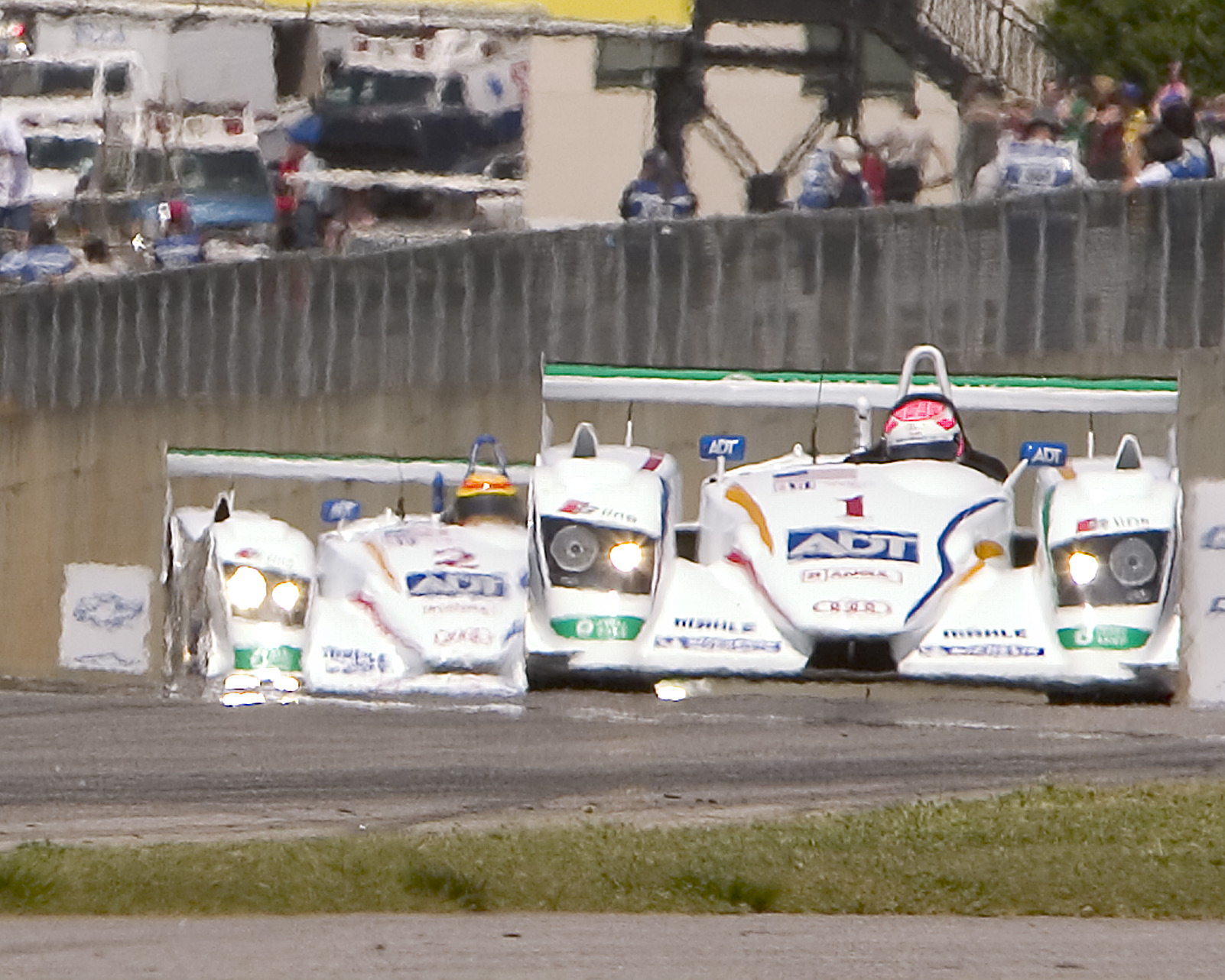
Giải Grand Prix Atlanta 2005

Việc mạng truyền hình SpeedVision ra mắt đã khơi dậy lại sự quan tâm đến đua xe thể thao tại Mỹ, khi kênh này ban đầu phát sóng rất nhiều nội dung về đua xe thể thao và các chương trình liên quan, trước khi được Fox Sports thay thế. 
Giải IMSA GT Series phát triển thành American Le Mans Series (ALMS); các chặng đua tại châu Âu dần hình thành nên Le Mans Series (LMS), cả hai đều kết hợp xe prototype và GT. FIA thì vẫn tập trung vào các giải GT và GT3 của riêng mình, trong khi quy định của ACO là nền tảng cho cả LMS và ALMS. Mẫu Le Mans Prototype có phần gợi nhớ đến dòng Can-Am prototype trước kia.
Tại Mỹ, phong trào đua xe tiếp tục phân nhánh: tổ chức Grand American Road Racing Association thành lập một hệ giải riêng – Rolex Sports Car Series, với các quy định GT và prototype riêng nhằm giảm chi phí, tạo cơ hội cho các đội tư nhân. Giải phụ của Grand Am – Continental Tire Sports Car Challenge tương tự như giải Trans-Am Series cũ, kết hợp xe thể thao thông thường và touring cars. Do Grand Am có liên kết với NASCAR, nhiều tay đua NASCAR đôi khi cũng tham gia Rolex Series, ví dụ điển hình là Max Papis, vốn là tay đua đua đường trường trước khi chuyển sang Sprint Cup Series. Phần lớn các tay đua này chỉ thi đấu tại chặng 24 Giờ Daytona. 
Giải Trans-Am Series nguyên bản giải thể năm 2006, nhưng đã quay lại vào năm 2009 với các phân hạng TA1 và TA2 khung ống, TA3-American và TA3-International dựa trên xe thương mại. Ngoài ra, SCCA tiếp tục tổ chức giải phụ quan trọng cho Trans-Am, đó là SCCA World Challenge, mỗi vòng đua dài khoảng 1 giờ, gồm ba hạng mục: GT (Chevrolet Corvette, Aston Martin DB9, v.v.), GTS (Acura TSX, BMW 3 Series, v.v. — thay thế cho hạng touring car cũ), Touring Car (dòng xe “showroom stock”, tương tự Continental Challenge của Grand Am). Giải Trans-Am đã trở lại từ năm 2009, nhưng vẫn chưa có hợp đồng phát sóng truyền hình.

### Những năm 2010 – Tái cơ cấu

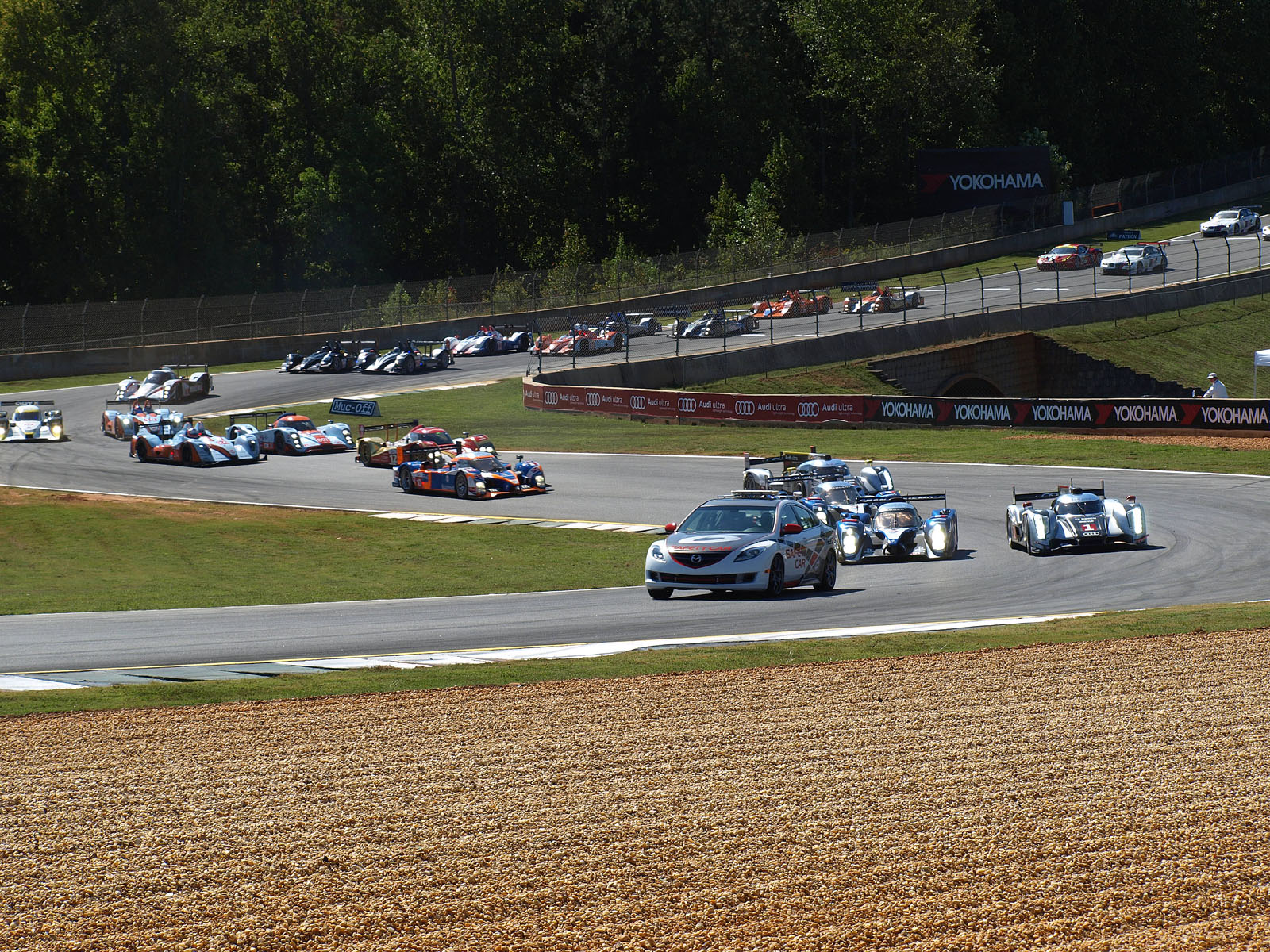
Petit Le Mans 2011

Thập niên 2010 chứng kiến sự tái cơ cấu lớn của đua xe thể thao tại Hoa Kỳ. Giải Pirelli World Challenge được tái cấu trúc vào năm 2010 để có một nhóm xe touring showroom stock tương đương với hạng Grand Sport của giải Continental Challenge, đồng thời nâng cấp lớp xe touring khác lên thành hạng “GTS”. Điều này diễn ra sau vài năm mà lớp TC cũ chủ yếu là sự cạnh tranh giữa các hãng Acura, BMW và Mazda. Đến năm 2012, giải đua áp dụng thêm lớp xe touring “B-spec”, tương đương với hạng Street Tuner của Continental Challenge.
Năm 2010 cũng chứng kiến sự ra đời của Intercontinental Le Mans Cup (ILMC) do ACO tổ chức, với các sự kiện diễn ra tại Mỹ, châu Á và châu Âu. Điều này đã thúc đẩy ACO và FIA hợp tác để thành lập FIA World Endurance Championship (WEC) bắt đầu từ năm 2012. Giải đua mới này thay thế ILMC và là người kế tục tinh thần của giải FIA World Sportscar Championship trước đây.
Năm 2012, giải Rolex Sports Car Series tiến hành đại tu hạng Daytona Prototype, cho phép áp dụng các thiết kế dựa trên xe sản xuất hàng loạt.

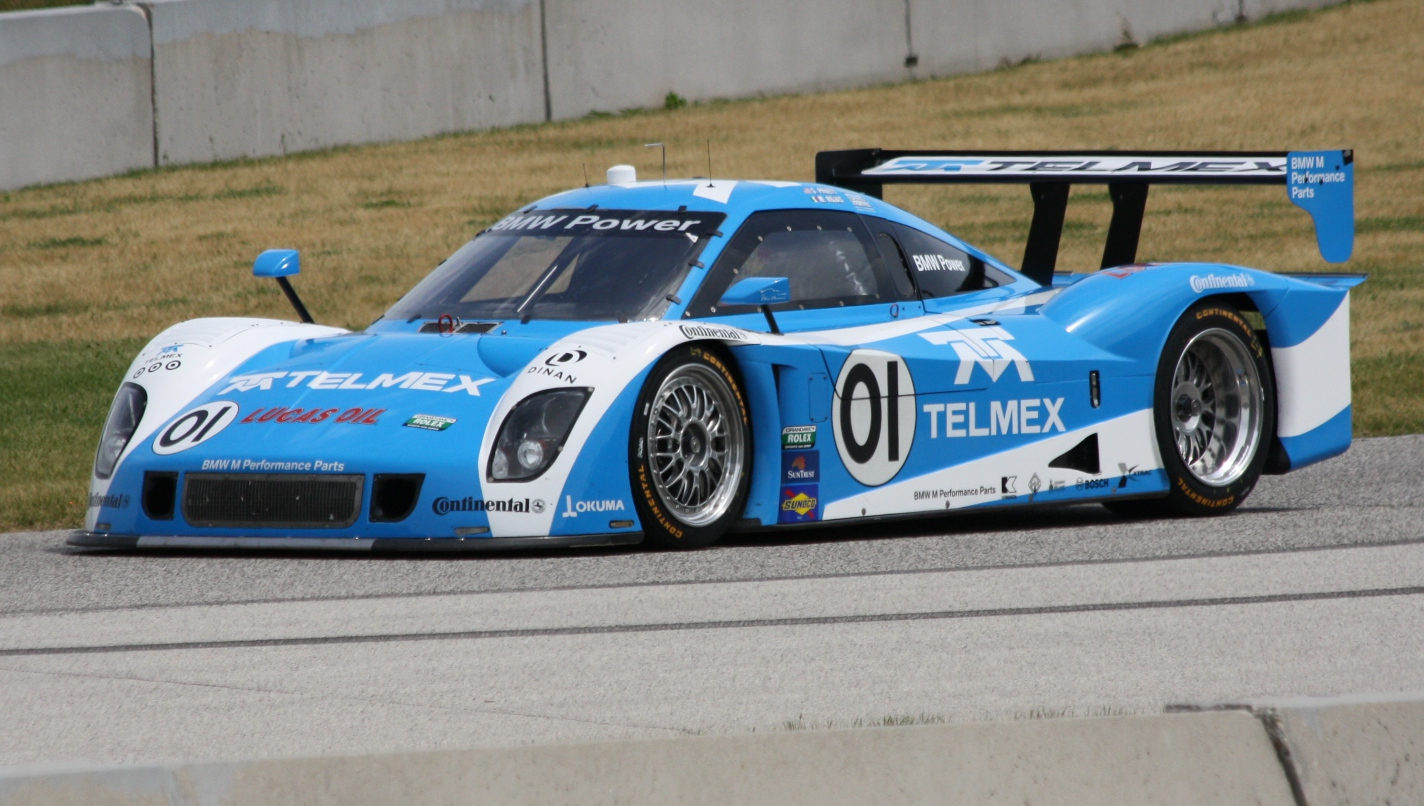
Scott Pruett / Memo Rojas BMW Riley của Chip Ganassi Racing tại Road America trong cuộc đua Rolex Sports Car Series năm 2012

Tuy nhiên, định dạng LMP/LMC mới của ALMS không được duy trì lâu. Các hạng prototype lại tách ra vào năm 2011, với hạng LMP1 có ba xe và LMP2 có một xe. Một lớp mới gọi là “GT Pro Am” cũng được thêm vào. Ban đầu, định dạng này chỉ áp dụng cho các cuộc đua endurance, nhưng sau đó được áp dụng cho tất cả các cuộc đua. Đến năm 2012, chỉ có vài chiếc LMP được đăng ký tham gia, trong đó hầu hết sử dụng động cơ của các nhà sản xuất Nhật Bản (Nissan, Honda, v.v.). Hãng xe Anh Morgan tham gia với chiếc LMP sử dụng động cơ Judd. Đội đua Aston Martin Racing, vốn đã tham gia hạng LMP nhiều năm, đã quay trở lại thi đấu ở hạng GT từ năm 2012.
Giải Trans-Am Series sau khi tái cơ cấu vẫn duy trì tình trạng trì trệ, bị SCCA World Challenge lấn át mạnh mẽ và không thể có hợp đồng truyền hình. Một nguyên nhân lớn là các đội đua Trans Am vẫn sử dụng xe từ năm 1999. Trong khi đó, ở hầu hết các giải khác, các đội thường nâng cấp xe mỗi vài năm (ví dụ như so sánh Mustang 2005 và 2010 trong Continental Challenge, hay hai thế hệ Mazda RX-8 khác nhau trong Rolex Series).
Một số thay đổi trên kênh truyền hình gồm việc Speed Channel mất quyền phát sóng gần như tất cả các giải đua. World Challenge chuyển sang phát trên kênh Versus, trong khi ALMS chuyển sang hợp tác giữa ESPN và ABC. Các cuộc đua ALMS được phát trực tiếp trên mạng và chiếu lại trên truyền hình vào ngày hôm sau (mặc dù Speed vẫn giữ quyền phát sóng trực tiếp 24 Giờ Le Mans). Năm 2012, một số cuộc đua sẽ được phát sóng trực tiếp trên truyền hình. Speed, với mối quan hệ đối tác cùng NASCAR, vẫn giữ độc quyền quyền phát sóng giải Grand Am do NASCAR sở hữu.
ALMS đã giới thiệu các hạng đua “GTE-PRO” và “GTE-AM” cho các cuộc đua endurance.

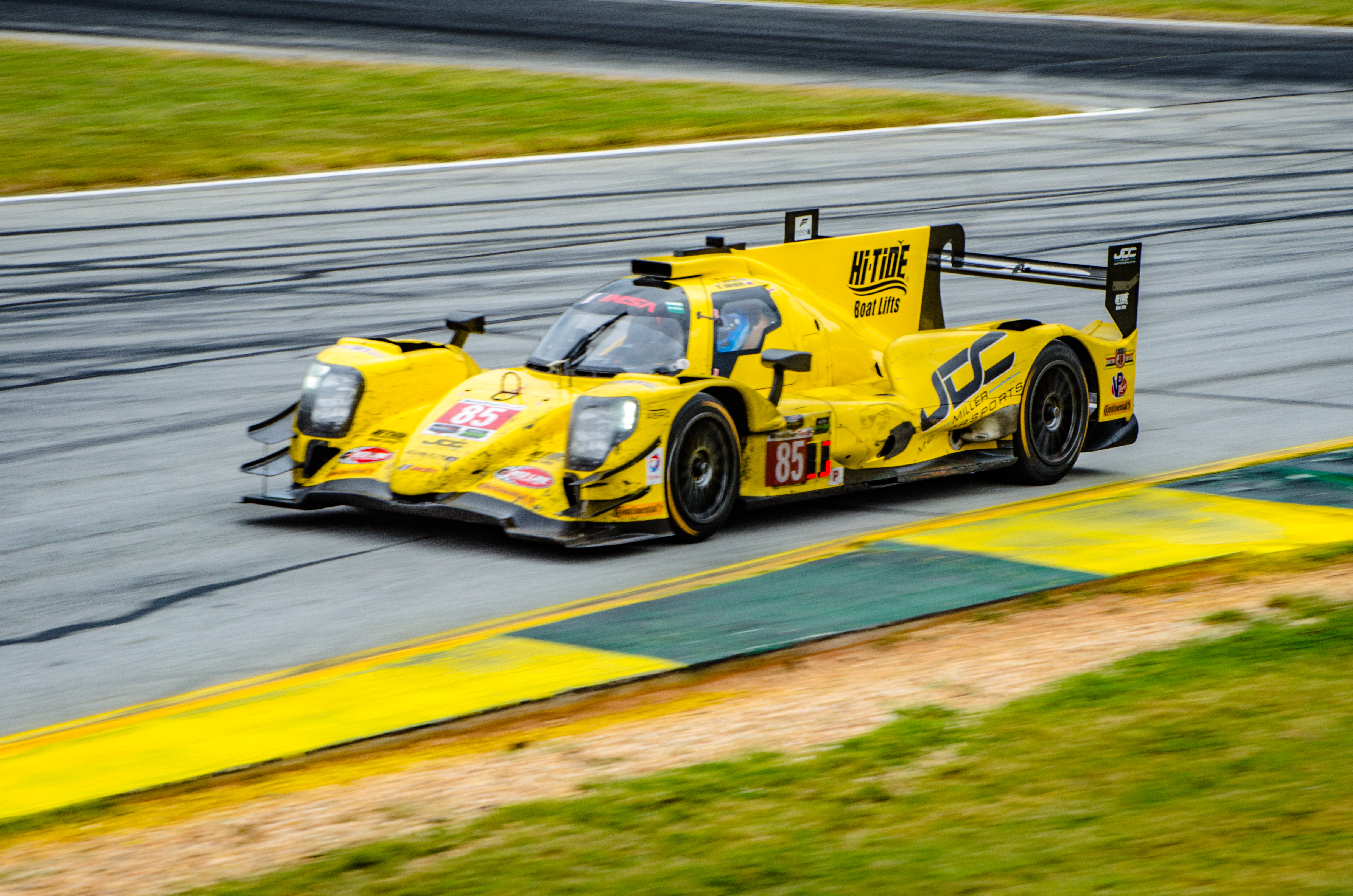
Oreca 07 của JDC-Miller Motorsports tại Petit Le Mans 2017

Năm 2014, giải American Le Mans Series và Rolex Sports Car Series đã được sáp nhập thành giải United SportsCar Championship, với IMSA làm cơ quan quản lý (sanctioning body). Fox Sports 1 (người kế nhiệm của Speed Channel) trở thành kênh truyền hình chính của giải đấu hợp nhất này.
Hạng Daytona Prototype được thay thế vào năm 2017 bởi Daytona Prototype International (DPi), dựa trên bốn khung gầm LMP2 được ACO công nhận, do các hãng Dallara, Onroak (Ligier), Oreca và Riley-Multimatic sản xuất, kèm theo thân xe mang thương hiệu và động cơ đã được homologate. Các nhà sản xuất được yêu cầu hợp tác với các đội tư nhân, mỗi chiếc xe sẽ mang thiết kế thân xe thể hiện đặc trưng thương hiệu của họ. Các quy định này nhằm kiểm soát chi phí và thu hút nhà sản xuất tham gia giải đua.
Năm 2018, SRO Motorsports Group tiếp quản việc quản lý giải Pirelli World Challenge, với USAC là cơ quan quản lý từ năm 2017.
Bắt đầu từ năm 2019, NBC Sports sẽ thay thế Fox Sports làm kênh phát sóng chính của giải WeatherTech SportsCar Championship với hợp đồng phát sóng kéo dài sáu năm.

## Các loại xe
Có nhiều loại xe thể thao tham gia thi đấu, nhưng nhìn chung có thể chia thành hai nhóm chính: xe nguyên mẫu thể thao (sports prototypes) và xe Grand Touring (GT). Hai nhóm này (hay còn gọi là “hạng”) thường được thi đấu chung trong một cuộc đua, chẳng hạn như cuộc đua 24 Giờ Le Mans. Trong các cuộc đua hỗn hợp này, một người chiến thắng chung cuộc sẽ được trao giải, mặc dù những người chiến thắng trong từng hạng mục riêng biệt cũng thường được công nhận.

### Xe nguyên mẫu thể thao

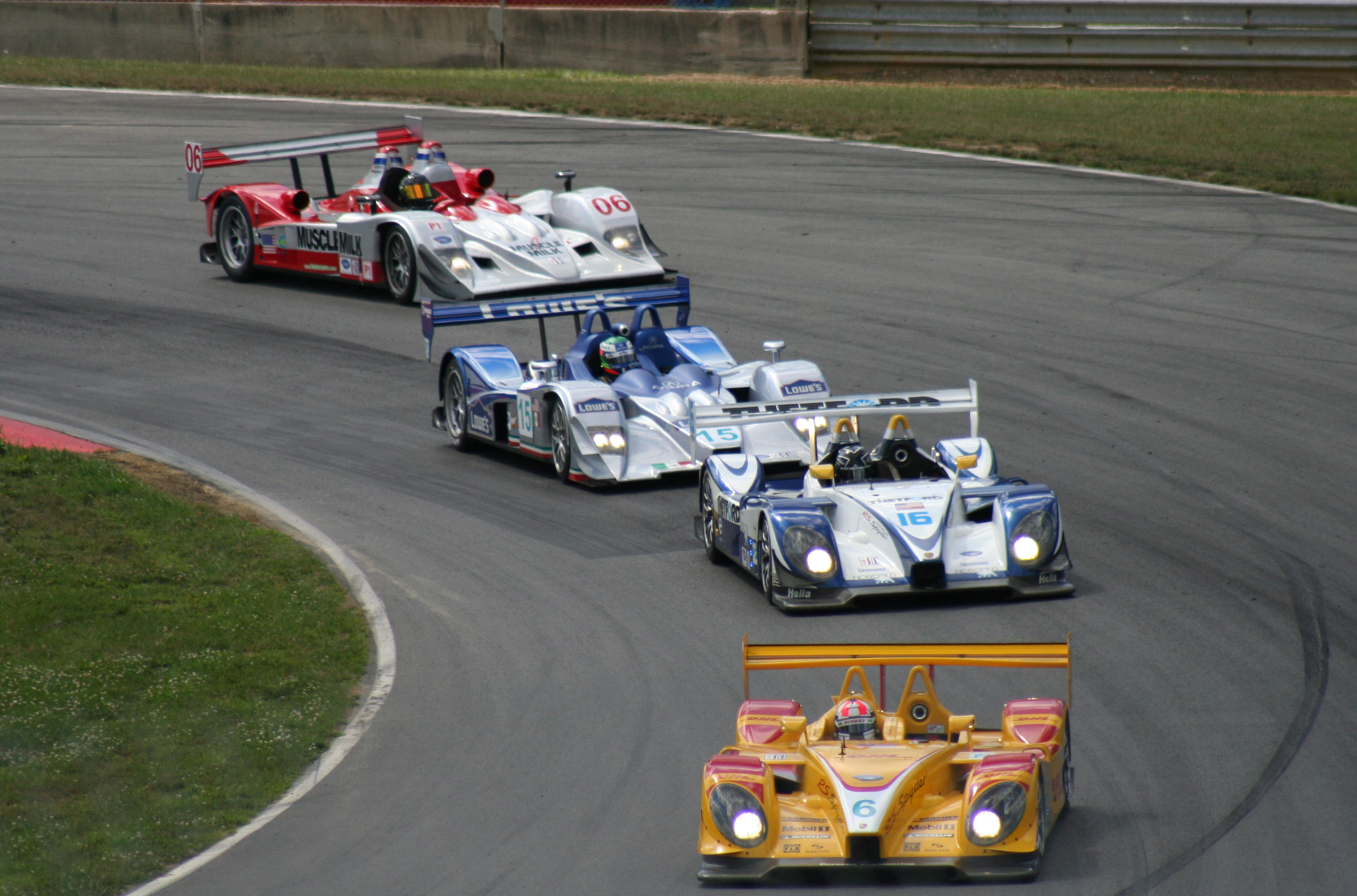
Một nhóm xe nguyên mẫu Le Mans hiện đại tham gia giải đua American Le Mans Series

Xe nguyên mẫu thể thao là tên gọi dành cho một loại xe được sử dụng trong các cuộc đua xe thể thao, và thực chất là bước tiến tiếp theo về thiết kế và công nghệ ô tô so với các xe thể thao dùng trên đường phố. Cùng với xe bánh hở (open-wheel), đây là đỉnh cao trong thiết kế xe đua.
Đây là cấp độ cao nhất trong đua xe thể thao, với các mẫu xe được chế tạo chuyên biệt cho đua, có bánh xe được che kín, và khoang lái có thể là dạng mở hoặc đóng. Kể từ khi Giải vô địch xe thể thao thế giới (World Sportscar Championship) ra đời, đã có nhiều quy định khác nhau liên quan đến phần thân xe, kiểu và kích thước động cơ, lốp xe và khí động học mà các xe nguyên mẫu này phải tuân theo. Xe nguyên mẫu thể thao có thể (và thường là) những mẫu xe độc nhất, không cần liên quan gì đến bất kỳ mẫu xe thương mại nào. Tuy nhiên, trong những năm 1990, một số nhà sản xuất đã tận dụng lỗ hổng trong quy định của FIA và ACO, dẫn đến việc một số xe thuộc hạng GT thực chất là xe nguyên mẫu thể thao, và thậm chí còn có phiên bản đường phố được sản xuất để hợp thức hóa thi đấu (homologation). Những ví dụ tiêu biểu cho các mẫu xe nguyên mẫu đội lốt GT gồm: Dauer-Porsche 962LM, Porsche 911 GT1-98, Mercedes CLK-GTR và Toyota GT-One.
Nói một cách đơn giản, xe nguyên mẫu thể thao là những xe đua hai chỗ ngồi với phần thân bao phủ bánh xe, và có trình độ kỹ thuật tiên tiến ngang bằng, thậm chí tùy theo quy định thi đấu, có thể nhanh hơn cả xe đua một chỗ ngồi (single-seater). Mặc dù không được biết đến rộng rãi, xe nguyên mẫu thể thao (cùng với xe Công thức 1) là những dòng xe đi đầu trong việc giới thiệu nhiều công nghệ và ý tưởng mới nhất vào môn thể thao tốc độ, bao gồm cánh gió sau (rear-wings), hiệu ứng mặt đất với hầm khí động học Venturi (ground effect 'venturi' tunnels), khí động học hỗ trợ bằng quạt (fan-assisted aerodynamics), hộp số sang số kép (dual-shift gearboxes). Một số công nghệ này sau đó còn được ứng dụng ngược lại vào các dòng xe thương mại.
Theo quy định của ACO, hiện nay có hai hạng mục xe nguyên mẫu thể thao (sports prototype) được công nhận: P1 và P2. Xe hạng P1 phải có trọng lượng không dưới 900 kg, và bị giới hạn ở động cơ hút khí tự nhiên 6000 cc, hoặc động cơ tăng áp (turbocharged) 4000 cc. Ngoài ra, cũng cho phép sử dụng động cơ turbo Diesel 5500 cc Audi đã giành chiến thắng tại Le Mans các năm 2006, 2007 và 2008 với loại xe này, và Peugeot cũng trở lại đường đua vào năm 2007 với một mẫu xe sử dụng động cơ tương tự (Peugeot 908). Xe hạng P2 có thể nhẹ hơn nhiều, ban đầu là 675 kg, sau đó tăng lên 750 kg, và hiện nay là 825 kg. Động cơ bị giới hạn ở V6 hoặc V8 hút khí tự nhiên 3400 cc, hoặc động cơ tăng áp 2000 cc. Tại các giải châu Âu nơi ưu tiên tính bền bỉ (endurance) và xe P2 chủ yếu được vận hành bởi các đội đua tư nhân, thì P2 không cạnh tranh trực tiếp với P1 để giành chiến thắng chung cuộc. Tuy nhiên, tại giải American Le Mans Series với các chặng đua thường ngắn hơn, hạng P2 lại trở thành nhóm xe nguyên mẫu hoạt động sôi nổi nhất, với sự tham gia mạnh mẽ của Porsche và Acura. Trong khi P2 ở châu Âu thường thiên về độ bền, thì ở Mỹ, các mẫu xe P2 đặc biệt là Porsche RS Spyder thường nhanh hơn P1 trong mỗi vòng đua, và đã nhiều lần đánh bại Audi tại P1 để giành chiến thắng chung cuộc.
Các quy định dành cho xe nguyên mẫu từ năm 2010 trở đi sẽ khuyến khích việc sử dụng động cơ dựa trên xe thương mại (động cơ GT1 cho LMP1, động cơ GT2 cho LMP2), và cũng đang xem xét các quy tắc cân bằng hiệu suất giữa xe chạy xăng và diesel trong hạng LMP1.
Daytona Prototype (DP) là một dòng xe nguyên mẫu xuất hiện trong giải đua Grand-Am Rolex Sports Car Series, với cách tiếp cận khác so với nguyên mẫu truyền thống. Xe DP là những cỗ máy đua được thiết kế đặc biệt, có buồng lái kín, giá rẻ hơn, và (có chủ đích) chạy chậm hơn so với xe Le Mans Prototype (LMP) vốn đang trở nên nguy hiểm khi chạy trên đường oval của Daytona và quá đắt đỏ đối với các đội đua nhỏ. So với LMP, các mẫu DP bị giới hạn nghiêm ngặt về công nghệ; chúng phải được chế tạo bằng khung ống thép, phủ lớp vỏ sợi carbon, thay vì thân nguyên khối (monocoque) làm hoàn toàn từ sợi carbon như LMP, động cơ phải dựa trên xe sản xuất thương mại. Khác với các xe nguyên mẫu châu Âu có thể được phát triển và cải tiến trong suốt mùa giải, DP không được thay đổi thiết kế ban đầu sau khi mùa giải bắt đầu. Chính vì vậy, việc gọi DP là “prototype” đôi khi bị chỉ trích là sai lệch, và thực chất giống với các giải đua "spec" (chỉ cho phép dùng mẫu xe cố định), vốn phổ biến ở Mỹ. Mục tiêu của dòng xe DP là tạo ra một hạng mục mà các quy định kỹ thuật chặt chẽ sẽ giúp tăng tính cạnh tranh sát sao giữa các đội và giảm ảnh hưởng của ngân sách. Khung xe DP được kiểm soát qua hệ thống cấp phép kiểu nhượng quyền, chỉ các nhà chế tạo đã được phê duyệt mới được tham gia. Quy tắc ổn định được duy trì trong vài năm mỗi lần. Tuy nhiên, đến năm 2007, các nhà sản xuất lớn như Lola và Dallara đã vào giải DP 2008 bằng cách tiếp quản quyền từ các nhà sản xuất đã có mặt trước đó (Multimatic và Doran).

### Xe Grand Touring

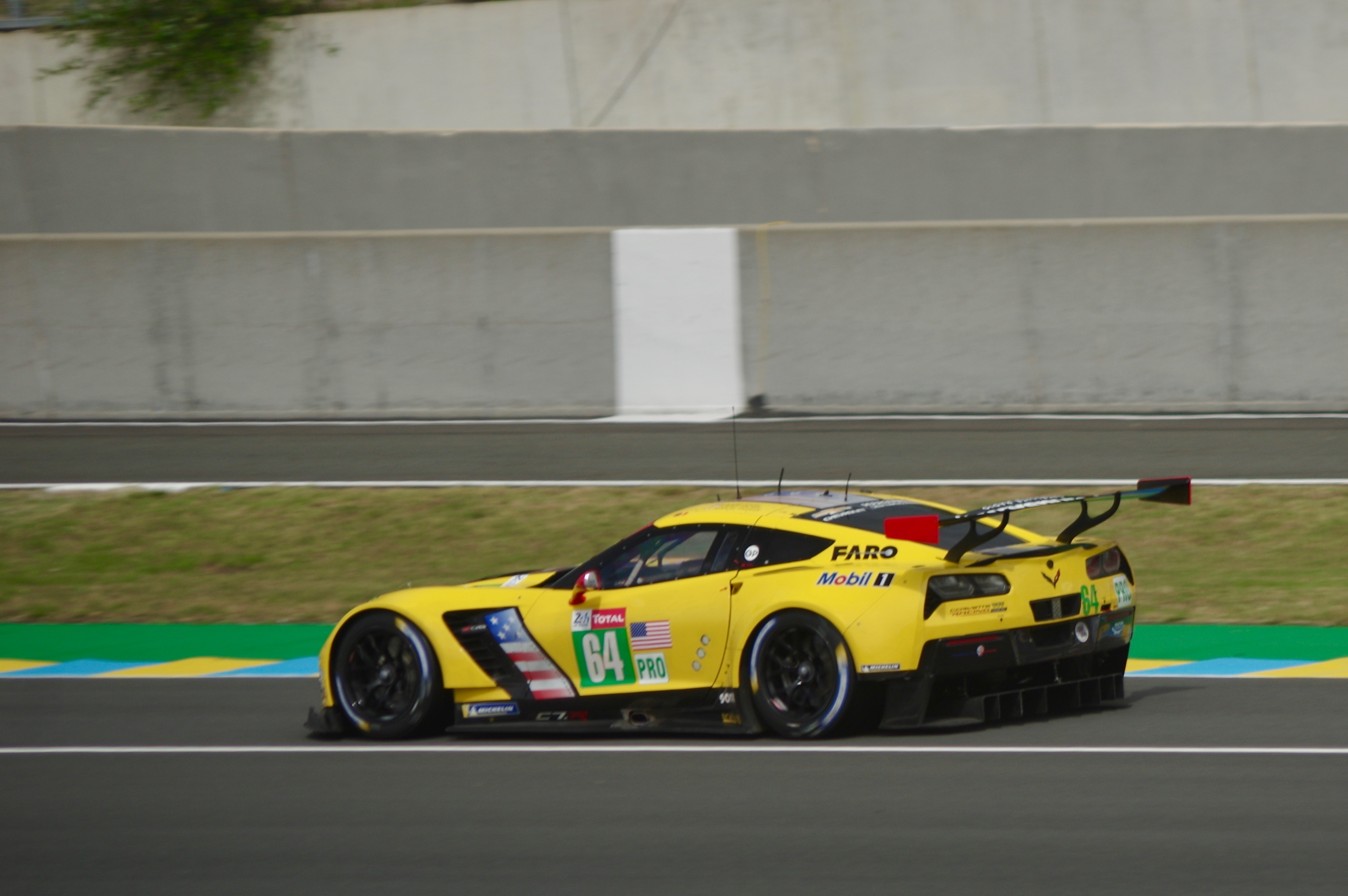
Chiếc xe Chevrolet Corvette C7.R số 64 chạy tại giải đua 24 giờ Le Mans năm 2019

Grand Touring (xuất phát từ tiếng Ý: Gran Turismo) là hình thức đua xe thể thao phổ biến nhất, xuất hiện trên toàn thế giới ở cả các giải quốc tế và quốc gia. Về mặt lịch sử, xe Grand Touring phải là xe sản xuất hàng loạt, nhưng vào năm 1976, hạng mục này được chia thành Group 4 cho xe Grand Touring dựa trên sản xuất thương mại và Group 5 xe “Special Production” về bản chất là xe đua thuần túy nhưng mang ngoại hình giống xe sản xuất. Trong thập niên 1980–1990, đua GT ở châu Âu dần suy giảm, trong khi tại Mỹ, các xe có thân vỏ mô phỏng (silhouette cars) vẫn tiếp tục đua trong hệ thống IMSA. Sau khi Giải vô địch xe thể thao thế giới sụp đổ cuối năm 1992, đua GT hồi sinh, với ACO đóng vai trò dẫn đầu trong việc đặt ra luật lệ. Theo quy định của ACO, xe Grand Touring được chia làm hai hạng mục, GT1 (trước đây gọi là GT) ngoại hình giống xe sản xuất, nhưng có thể được thay đổi rất nhiều bên trong và GT2 (trước đây là N-GT) gần giống phân loại FIA GT2, được xem là xe GT “thuần túy”, siêu xe thương mại với rất ít thay đổi nội thất để đua. Porsche 911 hiện là mẫu xe phổ biến nhất trong hạng mục GT2. Năm 2009 là năm cuối cùng của hạng GT1, do vấn đề ngân sách. Các đội GT1 đang đăng ký chuyển sang đua ở hạng GT2 vào năm sau. Giải American Le Mans Series (ALMS) cũng có một hạng mục gọi là GT-Challenge, hiện chỉ cho phép Porsche 911 GT3 Cup, nhưng sẽ mở rộng cho các dòng xe khác vào năm sau. Hạng này được thiết kế cho các đội tư nhân và tay đua mới như một cách dễ dàng hơn để tham gia giải đấu.
Vào năm 2011, ACO đã chia hạng GT2 thành hai nhóm, GTE-Pro (dành cho các đội chuyên nghiệp, sử dụng xe thế hệ mới nhất) và GTE-Am (dành cho các đội có 1 tay đua chuyên nghiệp và 1 tay đua nghiệp dư, sử dụng xe đời cũ), việc này nhằm thu hút các tay đua mới tham gia một trong ba hệ thống Le Mans Series.
FIA chia xe GT thành bốn hạng mục, gồm GT1 (trước đây gọi là GT), GT2 (trước đây là N-GT), GT3 (mới được giới thiệu vào năm 2006) và GT4. Trong đó, GT1 và GT2 khá giống với quy định của ACO, và có sự chồng chéo, đặc biệt là ở GT2. GT3 gần với xe thương mại nguyên bản hơn so với GT2. Các thay đổi thường chỉ được phép tương tự như trong các giải một thương hiệu (one-make cup). GT4 dành cho tay đua nghiệp dư hoặc bán chuyên, xe có nguồn gốc từ sản xuất thương mại với rất ít thay đổi để thi đấu – ví dụ như không được phép sử dụng các thiết bị hỗ trợ khí động học hoặc sửa đổi thân xe. Tất cả các hạng (trừ GT2) đều có giải vô địch hoặc cúp riêng do FIA tổ chức. Hiện nay, GT2 đã không còn tồn tại trong các giải FIA, chỉ còn thi đấu tại Le Mans Series hoặc ALMS; tuy nhiên, FIA cũng đã thông báo rằng xe GT2 sẽ được phép thi đấu trong giải vô địch FIA GT1 World Championship 2012, cùng với xe GT3, trong một lớp thi đấu World Class.
Grand-Am chỉ có một hạng mục dành cho xe Grand Touring (GT), cho phép các xe đua dựa trên xe thương mại (production-based) thi đấu với mức độ độ chế nằm giữa GT2 và GT3 của FIA (ví dụ như Porsche 911 GT3 Cup). Những xe này thi đấu cùng với các mẫu xe được chế tạo riêng biệt, dùng khung ống (tube-frame), mang hình dáng giống xe thương mại ("silhouette"), giống với các lớp đua GTO/GTU trước đây của IMSA. Grand-Am cũng có các nhóm hạng nhỏ hơn, mang đặc điểm giống GT4, nhưng thường gần với xe nhà máy hơn (ít chỉnh sửa). Từ năm 2012, các xe GT3 sẽ được chấp nhận, với điều kiện phải dùng cánh gió (wing) và cản trước (splitter) theo quy định chung và vượt qua bài kiểm tra tại Trung tâm R&D của NASCAR ở Concord, Bắc Carolina, nhờ vậy, xe GT3 có thể tham gia với rất ít chỉnh sửa, so với khi thi đấu ở các giải khác (NASCAR, công ty mẹ của Grand-Am, không cho phép dùng hệ thống phanh ABS hay kiểm soát độ bám đường trên xe đua GT của Grand-Am).

#### Leo thang công nghệ và kiểm soát
Mặc dù xe GT về lý thuyết là dựa trên các mẫu xe thương mại, nhưng một số xe GT1 vào giữa và cuối những năm 1990 thực tế là các xe đua thể thao thuần túy được chế tạo riêng, kéo theo việc sản xuất ra một số lượng nhỏ xe thương mại để đáp ứng yêu cầu homologation, hợp chuẩn tham gia đua. Mức sản xuất giới hạn này là 25 chiếc cho các nhà sản xuất quy mô nhỏ như Saleen và 100 chiếc cho các hãng lớn như Daimler AG.
Hình thức đua GT1 nguyên bản được thiết kế dành cho siêu xe thuần chủng và xe đua chế tạo chuyên biệt. Ví dụ bao gồm McLaren F1 GTR, Ferrari F40, Porsche 911 GT1, Mercedes-Benz CLK GTR, Toyota GT-One, và Nissan R390 – trong đó, hai mẫu đầu tiên (McLaren và Ferrari) là biến thể từ xe đường phố, còn các mẫu đến từ Đức và Nhật là xe đua nguyên bản, gần như là sports prototype. Tuy nhiên, chi phí ngày càng tăng cùng với số lượng xe tham gia giảm đã khiến hạng mục này chấm dứt vào năm 1998. Sau đó, nó được thay thế bởi GT2 (theo phân loại của FIA, sau này lại trở thành GT1), và Le Mans Prototype (LMP) theo hệ thống của ACO.
Quá trình tương tự lại lặp lại vào năm 2009 nhằm phản ứng trước việc chi phí tăng trong các hạng GT1 và GT2, dẫn đến việc hai hạng mục này bị bãi bỏ theo hình thức cũ. Đã có nhiều đề xuất nhằm kiểm soát công nghệ và chi phí, chủ yếu bằng cách xóa bỏ GT1 hiện tại và thiết lập ranh giới hạng mới giữa các xe GT2, GT3 và GT4 hiện hành.